# Alioune Fall
Alioune Fall (Dakar, 24 dicembre 1994) è un calciatore senegalese, attaccante svincolato.

## Carriera
Ha giocato nella massima serie portoghese ed in quella bulgara.

## Palmarès

### Club

#### Competizioni nazionali
- Championnat National: 1

Red Star: 2023-2024